# Rockmusik in China

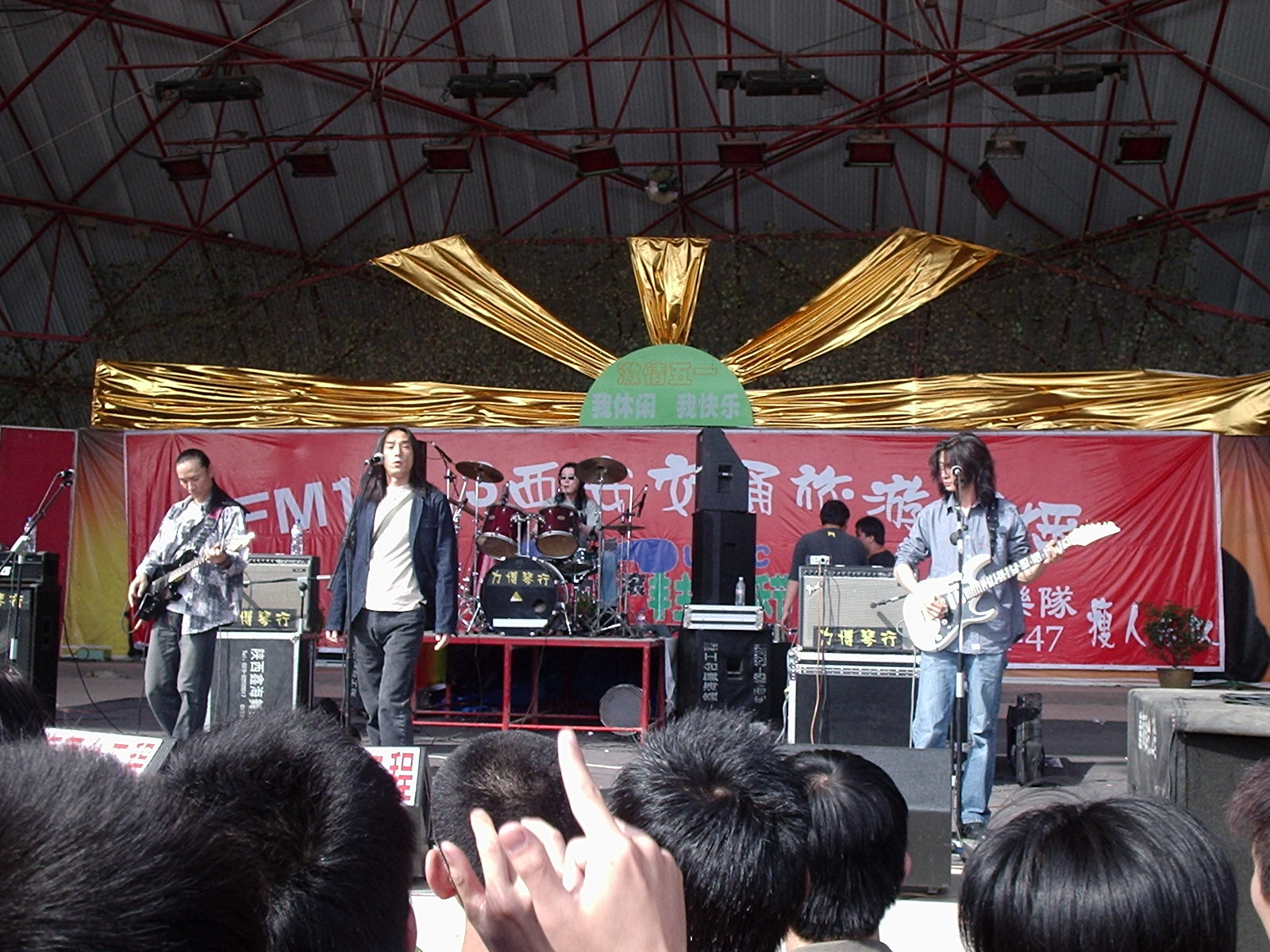
Konzert der Band Tang Chao (Tang Dynasty) in Xi’an, 2004

Die Rockmusik in China ist noch recht jung und verweist auf keine lange Geschichte. Eine besondere Rolle nimmt der Musiker Cui Jian ein, der als erster Rockstar Chinas gilt und inzwischen mehrmals in Deutschland mit Udo Lindenberg auftrat.

## Entwicklung
Die ersten chinesischen Rockbands gründeten sich Anfang der 1980er Jahre, beispielsweise Wan Li Ma Wang im Jahre 1980, Alisi 1981, Mainland 1982 und Seven-piece Puzzle and Self Righting Doll 1984.
1986 etablierte sich Cui Jian mit seinem wohl berühmtesten Song I have nothing (Yi wu suo you 一无所有) und seinem zweiten Album Rock on the Road of New Long March (1989) als „Godfather of Chinese Rock ’n’ Roll“. Seine sozialkritischen Texte und sein Auftreten mit roter Augenbinde nach dem Tian’anmen-Massaker 1989 brachten ihm den Zorn der chinesischen Regierung, welche ihm die Ausreise aus China sowie inländische Auftritte erschwerte. Zum gegenwärtigen Zeitpunkt hat sich die Lage jedoch entspannt und Cui Jian absolviert Touren in der ganzen Welt und Konzerte im Inland.
Beeinflusst durch den Durchbruch, den Cui Jian in Chinas Gegenwart erreichte, gründeten sich die Bands Hei Bao (黑豹, Schwarzer Panther), 1987, und Tang Chao (唐朝, Tang-Dynastie), 1998.
Hei Bao ist eine Rockband der alten Schule, die auf ihrem ersten selbstbetitelten Album Hei Bao englische und chinesische Texte sangen. Die Band ist immer noch aktiv (Stand 2005), wenngleich ihr erster Sänger Dou Wei (窦唯) die Band nach dem ersten Album verließ und erfolgreich eine Solokarriere startete.
Da zu Beginn der 1990er Jahre keine chinesische Plattenfirma bereit war, Rockalben zu veröffentlichen, wichen die Bands auf Firmen in Taiwan oder Hongkong aus.
Einen gewichtiger Schritt bei der Verbreitung von moderner Rockmusik in China tat auch die Midi Modern Music School in Peking. 1993 von Mr. Zhang Fan gegründet, war und ist sie die einzige Schule in China, die Kurse für Jazz und Rockmusik anbietet. Als Ableger und Schulfest entwickelte sich das Midi Modern Music Festival zum größten Rockfestival Chinas mit jährlich bis zu 80.000 Besuchern und über 80 Bands. Die Schule und das Festival verhalfen der Untergrund-Rockszene Chinas zu einem Auftrieb und ermöglichten auch die Auftritte von über 18 ausländischen Bands in China (u. a. Alev, Monokino, Yokohama Music Association, The Wombats etc.)

## Punk und Metal in China
Tang Chao war Chinas erste wirkliche Heavy-Metal-Band; ihr 1991/1992 veröffentlichtes erstes Album „A dream return to Tang Dynasty“, welches Elemente traditioneller chinesischer Oper mit klassischem Heavy Metal verband, verhalf ihnen zum Durchbruch. Ein Bandmitglied starb kurz nach der Veröffentlichung bei einem Verkehrsunfall.
In den mittleren 1990er Jahren wurde die erste Thrash-Metal-Band Chao Zai (Overload) gegründet, welche bis 2005 drei CDs veröffentlichte, die letzte davon in Kooperation mit dem Pop-Rock-Sänger Gao Chi, Ex-Mitglied der aufgelösten Rockband The Breathing.
In den neunziger Jahren war Grunge in China sehr erfolgreich; so sind heute Merchandising-Artikel mit dem Gesicht Kurt Cobains omnipräsent bei Konzerten und Studenten und auch eine Biographie aus der Feder eines chinesischen Autors ist bereits ein Verkaufsschlager in der Volksrepublik.
Punk breitete sich in China ebenfalls zwischen 1994 und 1996 aus (1995 kam in Peking die erste Welle des chinesischen Punk auf, die zweite 1997), Nu Metal kurze Zeit später. Als Chinas erster Punk und gleichzeitig auch erster Post-Punker gilt He Yong.
In den letzten Jahren wurden Extreme Metal und Post-Punk in Chinas Untergrund immer populärer, und die Bereitschaft ausländischer Bands, in China zu touren, nahm zu: Labyrinth im Jahr 2004, The (International) Noise Conspiracy 1998 und 2004/5, Deep Purple 2004, Udo Lindenberg 2004 und viele weitere.

## Internationalisierung der Rockszene
Gerade ab dem Jahr 2004 internationalisierte sich die Rockszene Chinas, was sich nicht nur an der steigenden Zahl ausländischer Rockbands bemerkbar macht, sondern auch an den Touren chinesischer Bands im europäischen (Subs) und amerikanischen Ausland (Carsick Cars, Lonely China Day).
Das deutsche Musiklabel Fly Fast Records veröffentlicht neben dem Dokumentarfilm Beijing Bubbles aus dem Jahr 2005, welcher Einblick in die aktuelle Punk- und Rockszene speziell in Peking gibt und der fünf Pekinger Bands bei ihren Proben und Konzerten, aber auch in ihrem Alltagsleben begleitet, auch Alben der chn. Bands Joyside und Sand.
Durch Eröffnung des Clubs D-22 in Wudaokou, Beijing, durch Michael Pettis und der späteren Gründung seines Labels Maybe Mars Records, der sich v. a. auf No Beijing Bands konzentrierte, wurde dieser Rockszene die Möglichkeit des Auftrittes in den USA gewährt.

## Bekannte Bands
| - AK-47 - Ashura - Blood Horror - Brain Failure - Cankered Corpse - Ershou meigui | - Car Sick Cars - Gao Qi (Overload) - Hang on the Box - Hei Bao (Black Panther) | - Hollow - Joyside - Mainland - New Pants - Regicide (China) | - Sha Zi - Tang Chao - T9 - Wan Li Ma Wang - Yaksa (auch Yecha) |